# Sélénoprotéine

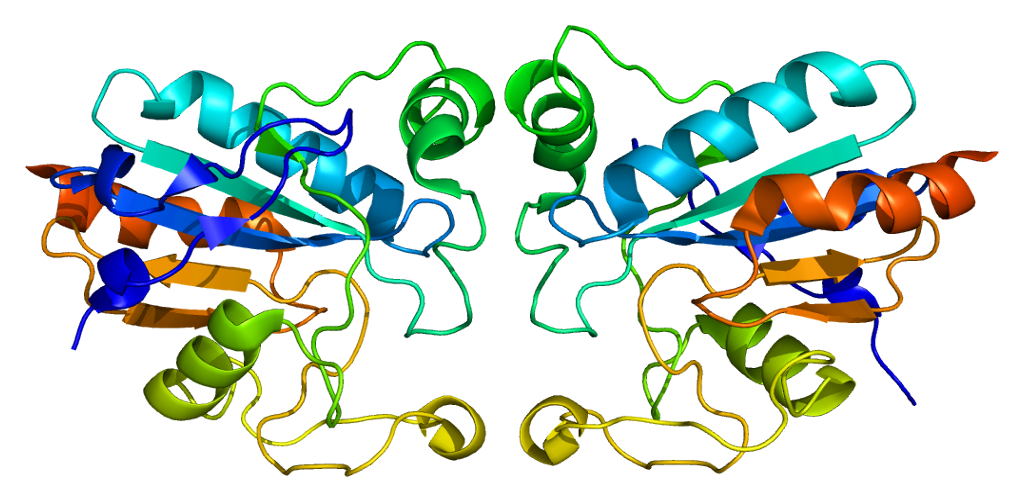
Structure de la protéine GPX1. Basé sur l’aperçu PyMOL de PDB 2f8a.

Une sélénoprotéine est une protéine dont l'un au moins des acides aminés constituant la chaîne polypeptidique contient du sélénium comme la sélénométhionine ou la sélénocystéine.
Chez l'être humain, elles sont au nombre de 25. Parmi celles-ci, on peut citer les glutathion peroxydases, les Iodothyronine désiodases, les thiorédoxine réductases.
Elles peuvent être synthétisées à partir d'acides aminés de synthèses.